# Кінцевороті
Кінцевороті (Teleostomi) — клада щелепних тварин, що включає Euteleostomi (кісткових риб разом з чотириногими тваринами) та повністю вимерлу групу риб акантодів. Основні ознаки цієї групи — оперкулум та одна пара дихальних отворів, які, проте, було втрачено або змінено в деяких пізніших представників клади. Teleostomi включають майже всіх хребетних тварин за винятком хрящевих риб (Chondrichthyes) і вимерлих плакодерм (Placodermi).

## Характеристика
Мають дві основні характеристики, що дають їм можливість дихати у водному середовищі. Перша — наявність зябрових кришок, однак дони не дали тих необхідних пристосувань до життя. Важливим етапом було появлення одного дихального отвору. Другою адаптацією є розвиток міхура, який заповнюється атмосферним киснем. Ця характеристика представлена у вигляді примітивних легень у раніших видів, і у вигляді плавального міхура, що допомагає рибі утримуватись у нейтральній позиції, у пізніших.
Для акантод характерна наявність трьох отолітів. Дводишні мають тільки два отоліта, а латимерії — тільки один.